# Stasys Mizaras
Stasys Mizaras (* 5. Januar 1942 in Kazlų Rūda, Rajon Marijampolė)  ist ein litauischer Forstwissenschaftler und Forstökonom. 

## Leben
Nach dem Abitur 1959 an der Mittelschule Šeštokai absolvierte Mizaras von 1959 bis 1964  das Diplomstudium des Forstwirtschaftsingenieurwesens an der Lietuvos žemės ūkio akademija bei Kaunas, von 1965 bis 1970 das Diplomstudium der Wirtschaft an der Vilniaus universitetas und von 1970 bis 1973 die Aspirantur am Institut für Forsttechnik in Woronesch. 1973 promovierte Mizaras zum Kandidaten der Agrarwissenschaften in der Forstwirtschaftswissenschaft (auf Russisch zum Thema „Методика определения себестоимости выращивания древесины в добровольно–выборочном хозяйстве“). Von 1973 bis 1974 war er oberer wissenschaftlicher Mitarbeiter und von 1974 bis 1976  Gruppenleiter für wissenschaftliche Forschungen an der Forsfakultät der Lietuvos žemės ūkio akademija.
1964 arbeitete Mizaras als Meister in der Försterei Bubiai bei Šiauliai. Von 1964 bis 1965 war er Revierförster von Strazdai und Kurtuvėnai in der Oberförsterei Šiauliai. Von 1967 bis 1968 arbeitete er als Revierförster von Baltašiškė in der Oberförsterei Veisiejai und von 1968 bis 1970 als leitender Förster in der Oberförsterei Nemenčinė.
Von 1976 bis 1977 war er oberer wissenschaftlicher Mitarbeiter, von 1978 bis 1996 Abteilungsleiter und von  	1997 bis 2008 stellvertretender Direktor am Miškų institutas in Girionys. Von 2009 bis 2012 lehrte er als Professor an der Aleksandras-Stulginskis-Universität in Akademija.   	Seit  	2013 ist er oberster  wissenschaftlicher Mitarbeiter am Forstinstitut in Girionys.

## Familie
Sein Vater war Unterförster in den Oberförstereien Kazlų Rūda und Veisiejai.
Mizaras ist verheiratet. Seine Tochter Diana Mizaraitė-Lukminė (* 1968) ist stellvertretende Direktorin am Forstinstitut in Girionys, ebenfalls Forstwirtschaftswissenschaftlerin, Mitarbeiterin des Forschungsinstituts seit 1992.